# Анненков, Константин Никанорович
Константи́н Никано́рович А́нненков (21 декабря 1842 [2 января 1843] — 22 февраля [7 марта] 1910) — русский юрист-цивилист, судебный и земский деятель. Автор крупных трудов по гражданскому праву и судопроизводству.

## Биография
Происходил из старинного дворянского рода Анненковых. Родился 21 декабря 1842 года (по другим данным — 15 февраля 1843 года) в селе Ивнице Льговского уезда Курской губернии, в родовом имении своей семьи. Родители — отставной поручик артиллерии Никанор Петрович Анненков (1790—?) и Елизавета Павловна Анненкова.
Начальное образование получил дома. В девятилетнем возрасте Анненкова отдали для продолжения учебы в частный пансион, организованный высокообразованной дочерью управляющего имениями князя Голицына в 40 верстах от села Ивницы. В возрасте 14 лет поступил в 4-й класс 2-й Харьковской гимназии, где в соответствии с новыми веяниями обращалось много внимания на развитие учеников. Все свободное время гимназистов уходило на чтение журналов, которые по предложению учителя русского языка выписывались воспитанниками старших классов на собственные средства. Анненков вспоминал, что чтение оказывало «превосходное влияние на умственное и нравственное развитие воспитанников, между лучшими из которых нередко велись весьма оживленные диспуты по вопросам литературы. Тогдашнее гимназическое начальство, а также и учитель русского языка, не только не препятствовали такому самообразованию воспитанников путем чтения, но относились к этому делу в высшей степени сочувственно и сами поощряли и руководили литературными занятиями лучших воспитанников».
В 1861 году окончил гимназию с золотой медалью и в августе 1861 года поступил на юридический факультет Харьковского университета, где слушал лекции С. В. Пахмана, Д. И. Каченовского, А. И. Палюмбецкого. В 1865 году окончил университет со степенью кандидата, для получения которой представил сочинение «Размышление об административной централизации».
По окончании университета Анненков, будучи обеспеченным человеком, мог позволить себе не идти на государственную службу. Вернувшись в Ивницу, он продолжил изучать право в домашних условиях, выписывая почти всю выходившую в России юридическую литературу, включая журналы и газеты. Некоторое время занимался адвокатской деятельностью, но после нескольких дел оставил её.
В 1868 году избран участковым мировым судьёй Льговского уезда и почти одновременно — гласным уездного земского собрания. В 1873 году избран почетным мировым судьёй и председателем Льговского мирового съезда. Много сделал для развития образовательных и медицинских учреждений своего уезда, занимался благотворительностью. В докладе уездной земской управы 1882 года отмечалось: «К. Н. Анненков построил в селе Ивнице и пожертвовал земству каменное здание под больницу, а также обширное каменное же здание под училище, где содержит на своем иждивении многих обучающихся в этом училище крестьянских детей; кроме того, устроил в нем приют и довел, как попечитель, самое училище до образцового состояния».
Печататься начал в 1874 году, опубликовав в «Судебном журнале» небольшую статью о распределении между сторонами процесса обязанности доказывания. Впоследствии сотрудничал с «Журналом гражданского и уголовного права», «Журналом Министерства юстиции» и другими периодическими изданиями.
В середине 1870-х годов Анненков задумался о переводе на русский язык комментария Ж.-Э. Буатара к французскому Гражданскому процессуальному кодексу, послужившему образцом для русского устава гражданского судопроизводства 1864 года, в целях содействия правильному пониманию последнего. Однако вскоре после начала работы он принял решение написать самостоятельный комментарий к русскому уставу. Первые главы комментария публиковались в номерах «Судебного журнала» за 1875 год. Отдельное издание под названием «Опыт комментария к уставу гражданского судопроизводства» в шести томах вышло в 1878—1887 годах и сделалось настольной книгой многих практикующих юристов. А. Х. Гольмстен в своей рецензии 1884 года на третий и четвертый тома «Опыта комментария» дал высокую оценку этой капитальной научной работе:

Труд г. Анненкова занимает по праву почетное место в нашей литературе. Независимо от обнаруженного автором замечательного трудолюбия и энергии, он показал себя и в этих томах большим знатоком по всем вопросам гражданского процесса. Та же логичность, та же ясность изложения, то же стремление осветить иногда ничтожные, с теоретической точки зрения, вопросы, светом науки — характеризуют и эти два тома.
В 1888 году вышел в отставку и сосредоточился на научной деятельности, главным итогом которой стала шеститомная «Система русского гражданского права» (1-е изд. 1894—1905). Данный труд представлял собой обстоятельное системное изложение институтов дореволюционного гражданского законодательства, для уяснения юридической природы которых Анненков широко использовал сведения о римских правовых конструкциях из курса пандектного права Ю. Барона, нормы европейских гражданских кодексов (главным образом саксонского и итальянского), а также материалы судебной практики и все основные мнения, высказанные в русской юридической литературе по соответствующим вопросам. Несмотря на тяжеловесный язык и преимущественно практическую направленность, «Система» отличалась энциклопедической полнотой и доскональным исследованием практически всех институтов гражданского права.
В 1894 году Анненков был приглашен к участию в работе Высочайше учрежденной комиссии для пересмотра законоположений по судебной части.
Вновь избирался почетным мировым судьёй в 1897 и 1900 годах. Предпринял попытку написать краткий учебник «Начала русского гражданского права», первый и единственный выпуск которого вышел в 1900 году.
По случаю столетнего юбилея Харьковского университета (1905) его юридический факультет удостоил Анненкова почетной докторской степени.
Скончался в своем родовом имении 22 февраля 1910 года. Согласно завещанию состояние Анненкова после прекращения пожизненной ренты в пользу его вдовы переходило к Льговскому земству на нужды народного образования, вспомоществование крестьянам-беднякам и безвозвратные ссуды тем из них, кто решит добровольно переселиться в Сибирь. Обширная библиотека Анненкова была завещана Харьковской общественной библиотеке, а право на переиздание его сочинений передано Харьковскому университету, с условием перечисления авторского вознаграждения в фонд для выплаты пособий малоимущим студентам до поступления их на службу.
Вследствие цензурных ограничений не были опубликованы воспоминания Анненкова, в которых он дал нелицеприятную характеристику помещичьего быта накануне и после освобождения крестьян, деятельности мировых и земских учреждений.

## Семья
Сестры — Ксения Никаноровна (1845—?) и Екатерина Никаноровна (1846—?). Супруга — Леонилла Фоминична Анненкова, урожденная Бенкевич (1845—1914), была единомышленницей и корреспонденткой Л. Н. Толстого, который имел беседы и с самим Анненковым.

## Оценки современников
То, что сделано Анненковым, сделано добросовестно и обстоятельно. Русская литература у него изучена до мелочей, кассационная практика ему известна в совершенстве, нет такого спора, который был бы им обойден, как нет вообще мало-мальски важного вопроса гражданского права, который Анненков не пытался бы решить на почве русского права, интерпретируя для этого наши гражданские законы, где бы они не были помещены в своде законов, привлекая судебную практику и сводя все мнения, высказанные в литературе.— П. Кравцов

Автор с поразительною детальностью исследует каждый вопрос, давая цельные готовые ответы и не обходя трудностей. Для догматических целей автор выводит на свет источники, на которых основываются действующие законы. По каждому вопросу автор приводит мнения и аргументы всех русских ученых с подробностью, нередко излишнею и утомительною. Как справочная книга, «Система» Анненкова — незаменима. К слабым сторонам этого сочинения относится крайне тяжелое изложение, которое совершенно лишает его педагогических достоинств.— Г. Ф. Шершеневич

### Книги
- Опыт комментария к уставу гражданского судопроизводства.
  - Том I: 1. Подсудность. 2. Общий порядок производства дел. — СПб., 1878 (1-е изд.), 1887 (2-е изд.).
  - Том II: О доказательствах. — СПб., 1880 (1-е изд.), 1887 (2-е изд.).
  - Том III: 1. Частные производства, 2. Сокращенное и 3. Исполнительное производства. — СПб., 1882 (1-е изд.), 1887 (2-е изд.).
  - Том IV: 1. Решение и 2. Способы его обжалования. 3. Судебные сроки и 4. Судебные издержки. — СПб., 1884 (1-е изд.), 1888 (2-е изд.).
  - Том V: Исполнение решения. — СПб., 1885 (1-е изд.), 1888 (2-е изд.).
  - Том VI: 1. Мировой устав. 2. Мировые сделки и 3. Третейский суд. — СПб., 1887 (1-е изд.).
- Система русского гражданского права.
  - Том I: Введение и общая часть. — СПб., 1894 (1-е изд.), 1899 (2-е изд.), 1910 (3-е изд.).
  - Том II: Права вещные. — СПб., 1895 (1-е изд.), 1900 (2-е изд.).
  - Том III: Права обязательственные. — СПб., 1898 (1-е изд.), 1901 (2-е изд.).
  - Том IV: Отдельные обязательства. — СПб., 1904 (1-е изд.), 1912 (2-е изд.).
  - Том V: Права семейные и опека. — СПб., 1905 (1-е изд.).
  - Том VI: Право наследования. — СПб., 1902 (1-е изд.), 1909 (2-е изд.).
- Начала русского гражданского права. — СПб., 1900. — Вып. I.

### Статьи
- Возникновение обязательств // Журнал Министерства юстиции. — 1897. — № 4. — С. 36—48.
- Желательные изменения в нашем судоустройстве и судопроизводстве // Журнал гражданского и уголовного права. — 1887. — Кн. 10.
- Задачи губернского земства // Журнал гражданского и уголовного права. — 1888. — Кн. 8.
- Защита прав третьих лиц по охранению наследств // Журнал гражданского и уголовного права. — 1889. — Кн. 2. — С. 60—116.
- Иск и возражение как средства осуществления и защиты гражданских прав // Журнал гражданского и уголовного права. — 1893. — Кн. 6. — С. 90—128.
- Местожительство и безвестное отсутствие // Журнал гражданского и уголовного права. — 1893. — Кн. 8. — С. 1—34.
- О прекращении договоров // Журнал гражданского и уголовного права. — 1890. — Кн. 7. С. 115—140; кн. 8. С. 1—24.
- Об обязанности доказывать спорные обстоятельства дела (onus probandi), по решениям гражданского кассационного департамента Сената // Судебный журнал. — 1874. — № 3.
- Обзор обязательственного права по уложениям саксонскому и германскому // Вестник права. — 1905. — № 2.
- Отказы по духовному завещанию // Журнал гражданского и уголовного права. — 1892. — Кн. 1. — С. 1—73.
- Последствия неисполнения договора одной стороной по отношению прав и обязанностей другой стороны // Журнал гражданского и уголовного права. — 1890. — Кн. 2. — С. 61—156.
- Самоуправство и самооборона, как средства защиты гражданских прав // Журнал гражданского и уголовного права. — 1893. — Кн. 3. — С. 41—69.
- Сервитут пользовладетеля // Журнал гражданского и уголовного права. — 1892. — Кн. 8. — С. 1—86.
- Условия действительности договоров // Журнал гражданского и уголовного права. — 1891. — Кн. 4. — С. 1—97.
- Усмотрение суда в гражданском процессе // Журнал гражданского и уголовного права. — 1889. — Кн. 4. — С. 54—116.
- Цессия договорных прав // Журнал гражданского и уголовного права. — 1890. — Кн. 2. — С. 68—106.